# BSA M19 De Luxe
De BSA M19 De Luxe was een 350cc-motorfiets die het Britse merk BSA produceerde in 1937 en 1938.

## Voorgeschiedenis
Tot 1932 produceerde BSA 350cc-modellen in de BSA Model L-serie. Daaronder waren steeds enkele machines die ook bedoeld waren voor het trekken van een licht zijspan, zoals de zijkleppers L32-2 en L32-4 De Luxe en de kopklepper L32-3. In 1933 volgde de BSA R-serie die vooral bestond uit 350cc-sportmotoren, maar waarbij de modellen R33-4 (1933), R34-4 (1934), R35-4 De Luxe (1935) en R17 Standard (1936) een zijspan konden trekken. In 1936 kwam Valentine Page over van Triumph naar BSA. Hij moderniseerde alle modellen voor het jaar 1937, en veranderde ook de modelaanduiding. Alle 250- en 350cc-modellen kregen de typeaanduiding "B", zodat ze in de 250cc-B-serie en de 350cc-B-serie terecht kwamen. Alle 500- en 600cc-modellen kregen een "M": 500cc-M-serie en 600cc-M-serie.

## BSA M19 De Luxe
De BSA M19 De Luxe paste in geen van deze series. Het was weliswaar een 350cc-model, maar met een afwijkende motor. De 350cc-B-serie had een boring van 71 mm, een slag van 88 mm en een open brugframe waarin het motorblok een dragende functie had. Het waren uitsluitend sportmodellen. De 500cc-M-serie had een boring van 82 mm, een slag van 94 mm en een veel zwaarder semi-dubbel wiegframe. De M19 De Luxe kreeg het sterke maar zware frame van de M-serie en ook een (verkleinde) motor uit die serie. De slag bleef 94 mm, maar de boring werd verkleind tot 68,8 mm, waardoor de cilinderinhoud op 349,5 cc kwam. BSA noemde het "A medium-powered machine with a really good performance". Het werd geen succes. Rustige rijders konden in 1937 kiezen voor de BSA B23 Tourer met zijklepmotor of de BSA B26 Sports met kopklepmotor, maar de veel te zware M19 De Luxe werd nauwelijks verkocht. Na 1938 verdween het model uit de collectie.